# Datenelement
Ein Datenelement ist im Datenmanagement eine atomare Dateneinheit, die in einem gegebenen Kontext (sei es unternehmensweit – sei es auf den Bereich eines Projekts beschränkt) aus der betrieblichen Realität als Informationsbedarf abgeleitet und inhaltlich festgelegt wird.
Die Beschreibung enthält zum Beispiel die folgenden Angaben: Ein Datenelement
- wird durch einen Datenelementnamen identifiziert,
- hat eine dem Verwendungszweck angemessene Datenelementdefinition; was bedeutet das Datenelement?
- hat einen oder mehrere Repräsentationsterme; wo, in welche/n Datenklasse(n) tritt es auf?
- hat optional eine Auflistung der erlaubten Werte,
- hat optional eine Liste von Synonymen in anderen Metadataverzeichnissen

Datenelemente enthalten keine Daten, sondern beschreiben lediglich, welche Datenfelder in den konkreten Datensätzen auftreten können, was sie bedeuten und welche formalen Bedingungen für sie gelten. Diese „Metadaten“ werden im Rahmen der Softwareentwicklung beim Datendesign und bei der Deklaration der zu verarbeitenden Daten im Programmcode automatisch oder durch manuelle Einträge verwendet.
Datenelemente können entdeckt und analysiert werden, indem Anwendungsprogramme, Dateien oder auch textuelle Lösungsvorgaben (wie Lastenhefte, oder Pflichtenhefte) manuell oder halb-automatisch inspiziert und gefundene Formulierungen auf ihre Relevanz beurteilt werden.
In abweichender Bedeutung werden als ‚Datenelement‘ zum Beispiel auch Attribute/Variable bei der Deklaration in bestimmten Programmiersprachen bezeichnet. Auch wird der Ausdruck umgangssprachlich zum Teil synonym für Datenfeld verwendet. 

## Datenelementdefinition
Eine Datenelementdefinition ist eine in Prosa formulierte Beschreibung des Datenelementes, welche die Semantik oder Bedeutung des Datenelements beschreibt.
Eine gute Definition ist
Präzise
Das heißt, sie formuliert in Worten mit einer genauen Bedeutung. Wörter mit mehreren Bedeutungen (Homonyme) sollten vermieden werden.
Prägnant
Eine Definition sollte der kürzestmöglichen Formulierung entsprechen.
Nicht zirkulär
Der Begriff, der definiert wird, sollte nicht in der Definition selbst verwendet werden.
Eindeutig
Die Definition sollte ein Datenelement von anderen Datenelementen überschneidungsfrei unterscheiden.
Datenelemente können identifizierend sein (z. B. die Kundennummer identifiziert einen bestimmten Kunden eindeutig), teilidentifizierend (z. B. die Artikelnummer und die Kundennummer für eine Bestellung) oder beschreibend (z. B. die Augenfarbe einer Person).

## Datenelementnamen
In einem formalen Datadictionary besteht oft die Anforderung, dass keine zwei Datenelemente den gleichen Datenelementnamen haben. In einigen Datadictionaries gibt es jedoch Möglichkeiten, den Datenelementnamen z. B. mit einem Modulpräfix für eines von mehreren Anwendungsmodulen zu qualifizieren.
In einem datenbankgestützten Datadictionary wird der voll qualifizierte Datenelementname zu einem Primärschlüssel oder alternativen Schlüssel einer Datenelementtabelle.

## Zweck und Anwendung von Datenelementen (Beispiel)
In einem Unternehmensdatenmodell können beispielsweise folgende Datenelemente vorhanden sein:
- Kostenstelle
- Kundenberaternummer
- Kundennummer
- Postleitzahl
- Geburtsdatum

Beispielhaft wird in den u. a. Tabellen pro Datenelement eine eindeutige Datenelement-Kennung, die zugehörige Domäne, eine Kurz-, Mittel- und Lang-Bezeichnung, sowie ein Link auf die verbale Definition und Erläuterung in der Unternehmensdatenmodell-Dokumentation geführt. Die Domäne wird benötigt, wenn aus dem Datenelement Tabellenspalten abgeleitet werden sollen. Die Feldbezeichnungen werden hier im Datenelement definiert und werden z. B. vom Formulargenerator hier ausgelesen.
In einem projektbezogenen Datenbankentwurf beziehen sich Tabellenspalten, insbesondere Schlüsselspalten (Primärschlüssel, Sekundärschlüssel) nach Möglichkeit auf ein Datenelement aus dem Gesamtmodell. Dabei muss die Beziehungen zwischen der Liste aller Datenelemente und der Liste aller Tabellenspalten nicht notwendigerweise 1:1 sein. Eine Tabelle, die Daten über Kostenrechnungsbelege enthält, kann z. B. unter anderem zwei Tabellenspalten haben:
- Sender-Kostenstelle
- Empfänger-Kostenstelle

welche sich beide auf das gleiche Datenelement Kostenstelle beziehen. Im Weiteren wird dieses Datenelement normalerweise an zahlreichen anderen Stellen im Datenmodell, z. B. in diversen Datenbanktabellen, verwendet. Um diese Stellen/Verwendungen zu erkennen, steht in der Regel ein Verwendungsnachweis zur Verfügung, beispielsweise in Form eines Datadictionarys.
Ein Datenelementkatalog wie im folgenden Beispiel ist Teil der Systemdokumentation. Es ist sinnvoll, ihn als Anhang zum DV-Konzept hinzuzufügen.
| Datenelement_ID | Domäne  | Bezeichnung(Lang)   | Bezeich(Mittel) | Bez(Kurz) | Erläuterung (langtext)            |
| --------------- | ------- | ------------------- | --------------- | --------- | --------------------------------- |
| DEKst           | Num(10) | Kostenstelle        | KoStelle        | Kst       | intern.UDM.intranet/Kostenstelle  |
| DEKube          | Num(10) | Kundenberaternummer | KuBeraterNr     | KuBe      | intern.UDM.intranet/Kundenberater |
| DEKnd           | Num(15) | Kundennummer        | Kunde           | Knd       | intern.UDM.intranet/Kunde         |

In manchen Softwarepaketen, z. B. bei SAP werden die Datenelemente in einem ‚aktiven‘ Data-Dictionary geführt, dessen Inhalte während der Ausführung des Programms verwendet werden, zum Beispiel um in Bildschirmmasken Feldbezeichner in einer individuell wählbaren Sprache anzuzeigen.